# Theresienwiese (metrostation)
Theresienwiese is een metrostation in de wijk Ludwigsvorstadt van de Duitse stad München. Het station werd geopend op 10 maart 1984 en wordt bediend door de lijnen U4 en U5 van de metro van München.
Het metrostation bevindt zich aan de noordoostelijke kant van de Theresienwiese, de jaarlijkse locatie van het Oktoberfest.